# Era do gelo

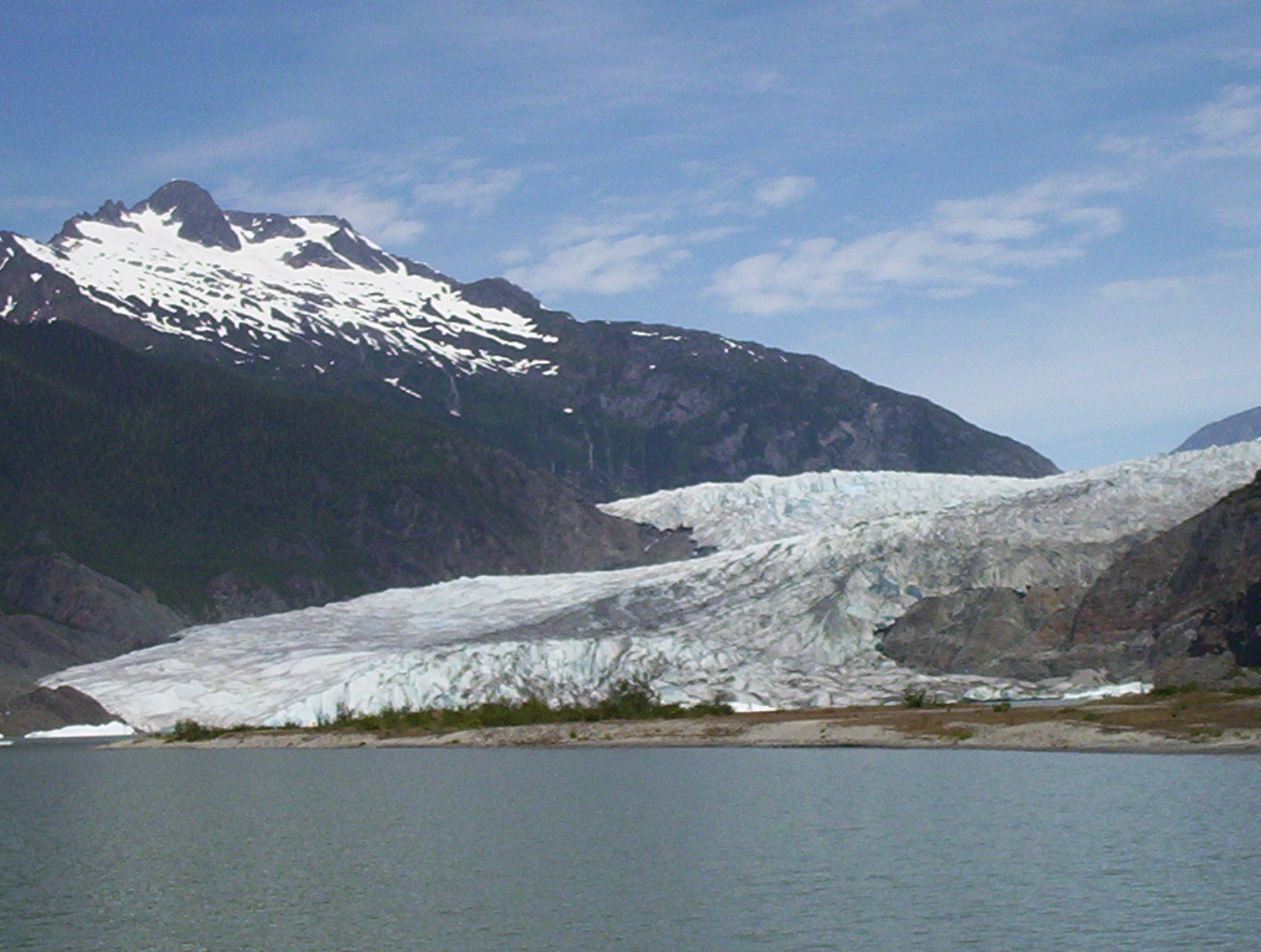
Glaciar no Alasca.

A expressão era do gelo (também idade do gelo, período glacial ou era glacial) é utilizada para designar um período geológico de longa duração de diminuição da temperatura na superfície e atmosfera terrestres, resultando na expansão dos mantos de gelo continentais e polares bem como dos glaciares alpinos. Ao longo de uma era do gelo prolongada ocorrem períodos com clima extra frio designados glaciações, intercalados por períodos de clima menos frio denominados interglaciais. Em termos glaciológicos, o termo era do gelo implica a presença de extensos mantos de gelo tanto no hemisfério norte como no hemisfério sul, e segundo esta definição encontramo-nos ainda numa era do gelo (pois tanto o manto de gelo da Groenlândia como o manto de gelo antártico ainda existem).
Coloquialmente, quando se fala dos últimos milhões de anos, a era do gelo refere-se ao mais recente período mais frio com extensos mantos de gelo sobre a América do Norte e Eurásia: neste sentido, a era do gelo mais recente atingiu o seu ponto alto durante o último máximo glacial há cerca de 20 000 anos.

## Origem da teoria
A ideia de que os glaciares do passado haviam sido mais extensos que os atuais era algo percebido pelos habitantes das regiões alpinas da Europa: Imbrie e Imbrie (1979) citam um lenhador de nome Jean-Pierre Perraudin falando a Jean de Charpentier sobre a antiga extensão do glaciar Grimsel nos Alpes Suíços. Macdougal (2004) afirma que o primeiro a ter tal ideia terá sido um engenheiro suíço chamado Ignaz Venetz, mas não foi apenas uma pessoa que teve esta ideia. Entre 1825 e 1833, Charpentier juntou evidências que apoiavam o conceito. Em 1836, Charpentier, Venetz e Karl Friedrich Schimper convenceram Louis Agassiz, e Agassiz publicou a hipótese no seu livro Étude sur les glaciers ("Estudo sobre os glaciares") de 1840. Segundo Macdougal (2004), Charpentier e Venetz não concordavam com as ideias de Agassiz que ampliou o trabalho deles afirmando que a maioria dos continentes tinham antes estado cobertos de gelo.
Neste momento inicial do conhecimento, o que estava a ser estudado eram os períodos glaciais das últimas centenas de milhares de anos, durante a era do gelo actual. A existência de eras do gelo antigas era ainda desconhecida.

## Evidências de eras glaciais
Existem três tipos principais de evidências de eras glaciais: geológicas, químicas e paleontológicas.
- Geológicas: as evidências geológicas ocorrem sob formas variadas, incluindo abrasão, arranque e pulverização de rochas, morenas de glaciares, drumlins, vales glaciares, e a deposição de sedimentos glaciares e blocos erráticos. Glaciações sucessivas tendem a distorcer e apagar evidências geológicas, tornando-as difíceis de interpretar.

- Químicas: este tipo de evidências consiste sobretudo de variações nas proporções de isótopos em fósseis presentes em sedimentos e rochas sedimentares, testemunhos de sedimentos marinhos, e para os períodos glaciais mais recentes, testemunhos de gelo. Uma vez que água contendo isótopos mais pesados tem um maior calor de evaporação, a sua proporção diminui em condições mais frias.[8] Tal facto permite a construção de um registo de temperaturas. Porém, esta evidência pode ser afectada por outros factores registados pelas proporções isotópicas; por exemplo, uma extinção em massa aumenta a proporção de isótopos mais leves nos sedimentos e no gelo porque os processos biológicos usam preferencialmente isótopos mais leves, portanto uma redução da biomassa terrestre ou oceânica resulta num deslocamento repentino e biologicamente induzido do equilíbrio isotópico no sentido de existirem maiores proporções de isótopos mais leves disponíveis para deposição.

- Paleontológicas: estas evidências consistem em alterações na distribuição geográfica dos fósseis. Durante um período glacial os organismos adaptados às temperaturas mais baixas espalham-se por latitudes mais altas e organismos que preferem condições mais quentes tornam-se extintos ou são empurrados para latitudes mais baixas. Esta evidência é também difícil de interpretar porque requer (1) sequências de sedimentos cobrindo um longo período de tempo, em várias latitudes e que sejam facilmente correlacionáveis; (2) organismos antigos que sobrevivem durante vários milhões de anos sem alterações e cujas preferências térmicas sejam facilmente diagnosticadas; e (3) a descoberta de fósseis relevantes, o que requer muita sorte.

Apesar das dificuldades, as análises de testemunhos de gelo e de sedimentos oceânicos, mostrou a existência de períodos glaciais e interglaciais ao longo dos últimos milhões de anos. Estas análises confirmam ainda a ligação entre eras do gelo e fenómenos da crusta continental como morenas, drumlins e blocos erráticos. Assim, os fenómenos da crusta continental são aceites como boa evidência de eras do gelo anteriores quando são encontrados em camadas criadas muito antes do período de tempo do qual estão disponíveis testemunhos de gelo e de sedimentos oceânicos.
Durante os últimos milhões de anos houve várias eras glaciares, ocorrendo com frequências de 40 000 a 100 000 anos, entre as quais se destacam:
- Glaciação Donau — há cerca de 2 milhões de anos
- Glaciação Günz — há cerca de 700 000 anos
- Glaciação Mindel — há cerca de 500 000 anos
- Glaciação Riss — há cerca de 300 000 anos
- Glaciação Würm — há cerca de 150 00 anos

De fato, estaríamos em vésperas de uma nova era glacial, já que em média o planeta experimenta 10 000 anos de era quente a cada 90 000 anos de era de gelo.
Devido à ação humana (principalmente através de atividades industriais e do desmatamento florestal), o planeta tem experimentado no último século um período de aquecimento cada vez mais acelerado, quando, a esta altura, já deveria estar iniciando sua fase de esfriamento para entrar em uma nova era do gelo. Se por um lado esse aquecimento global evitaria uma nova glaciação e seus característicos contratempos; por outro está provocando grandes desastres ecológicos como furacões e tornados, secas e queda na diversidade biológica.
Além disso, o efeito do aquecimento global não representa um aumento de temperatura em todo o globo, mas sim na temperatura global média. Estudos de previsões dos efeitos desse aquecimento mostram que o derretimento das calotas polares por ele provocado, podem afetar as correntes marítimas, provocando longos períodos de forte glaciação no hemisfério norte, principalmente na América do Norte e Europa enquanto o hemisfério sul sofreria um forte aquecimento.

## Causas dos períodos glaciais
As causas dos períodos glaciais não são totalmente entendidas. Acredita-se que diversos fatores são importantes, entre eles: a composição da atmosfera; mudanças na órbita da Terra em torno do Sol conhecidas como ciclos de Milankovitch (e possivelmente a órbita do Sol em torno da galáxia); o movimento das placas tectônicas; variações da atividade solar; e o vulcanismo.

## O homem na idade do gelo
O ancestral humano deste período é denominado homem de Cro-Magnon, que convivia com espécies animais já extintas, como os mamutes, os lobos-terríveis, os leões-das-cavernas e os cervos gigantes, entre outros.